# Oeffelt
Oeffelt is een dorp in de gemeente Land van Cuijk, in de Nederlandse provincie Noord-Brabant. Op 1 januari 2023 telde het dorp 2.380 inwoners, verdeeld over 974 woningen, met een gemiddelde WOZ-waarde van € 378.000, op een oppervlakte van 9,48 km².
Tot 1994 was Oeffelt een zelfstandige gemeente. Bij de gemeentelijke herindeling in dat jaar werd deze gemeente bij Boxmeer gevoegd. Oeffelt is gelegen aan de Maas, hemelsbreed 17 kilometer ten zuiden van Nijmegen en 19 kilometer ten noorden van Venray.

## Toponymie
Oeffelt werd voor het eerst vermeld in een document uit 1075. Hierin was sprake van de naam Uflo. Dit zou een samenvoeging zijn van de Keltische woorden Uffa (water) en Ten (nederzetting), dus een 'nederzetting aan de Maas'. Een nabijgelegen buurtschap werd omstreeks 1100 vermeld als Brakel, hetgeen 'gescheurd weiland' betekent. Brakel wordt in een document van de Abdij van Echternach uit omstreeks 1100 als Bracla gespeld.

## Geschiedenis
In het gebied waar Oeffelt is gelegen zijn archeologische vondsten gedaan, de oudste uit omstreeks 10.000 v.Chr.. Aangezien de Romeinse heerbaan van Cuijk naar Blerick door het latere Oeffelt liep, is de Romeinse invloed aanzienlijk geweest. Naast Romeinse munten werd ook de benedenste steen van een Romeinse kweern (handmolen) uit 250 n.Chr. aangetroffen.
De eerste kerk in het Land van Cuijk, dat kerkelijk onder het Prinsbisdom Luik viel, zou in de 10e eeuw gebouwd zijn. De geschreven geschiedenis van Oeffelt begon met een oudste schriftelijke vermelding uit 1075. In 1242 was in een oorkonde voor het eerst sprake van een pastoor van Brakel. De parochie bestond toen dus reeds en is waarschijnlijk van die van Beugen afgesplitst.
Oeffelt behoorde vanouds tot het Land van Cuijk, dat in 1442 door de Heer van Cuijk werd verkocht aan de heerlijkheid Gennep, die onderhorig was aan het Hertogdom Kleef, dat later op zijn beurt deel uit ging maken van Brandenburg-Pruisen. Het gevolg was dat in Oeffelt, in tegenstelling tot het Land van Cuijk, na de Vrede van Münster (1648) godsdienstvrijheid heerste. Kerkelijk ging Oeffelt na 1442 tot het Aartsbisdom Keulen behoren.
De Kleppenburg, het plaatselijk kasteeltje, werd waarschijnlijk in de 15e eeuw gebouwd. In 1636 werd Oeffelt grotendeels verwoest door Kroatische troepen die vanuit Gennep de Maas waren overgezwommen. In 1641 logeerde stadhouder Frederik Hendrik in De Kleppenburg. Hij gaf daar leiding aan het beleg van het op de tegenoverliggende Maasoever gelegen kasteel van Gennep, het Genneperhuis, dat na 50 dagen werd ingenomen. 
De Kleppenburg werd in het midden van de 18e eeuw bewoond door de laatste telg van de adellijke Spaanse familie d’Amalzaga. Door de laatste bewoner van het kasteeltje De Kleppenburg was op 17 april 1753 een renaissance beeldje van Maria, Toevlucht der Zondaren  aan de Oeffeltse kerk geschonken. Er werden wonderbaarlijke genezingen aan toegeschreven. Zwangere vrouwen baden er voor een voorspoedige bevalling. Aan hen die in de kerk waar het beeldje was uitgestald onder meer voor de uitroeiing der dwaalleeringen en het welzijn der Heilige Katholieke Kerk zullen gebeden hebben verleende Paus Pius VII op 12 juni 1809 een volle aflaat. Tijdens de Tweede Wereldoorlog is het beeldje zoekgeraakt en nooit meer teruggevonden. Wel is er een replica van vervaardigd, maar aan de verering ervan kwam een einde.
Tijdens de Franse veldtocht in de Nederlanden (6 november 1792 - 7 juni 1795) werd Oeffelt door de inval van de Franse revolutionaire troepen in 1794 bezet door Frankrijk en onder voorlopig Frans militair bestuur geplaatst. Op 18 december 1797 werd Oeffelt onder het Provisioneel bestuur van de overheerde landen tussen Maas en Rijn en tussen Rijn en Moezel geplaatst. Op 23 januari 1798 werd Oeffelt toegevoegd aan het Roerdepartement en werd toen een deel van het kanton Kranenburg in het arrondissement Kleef.

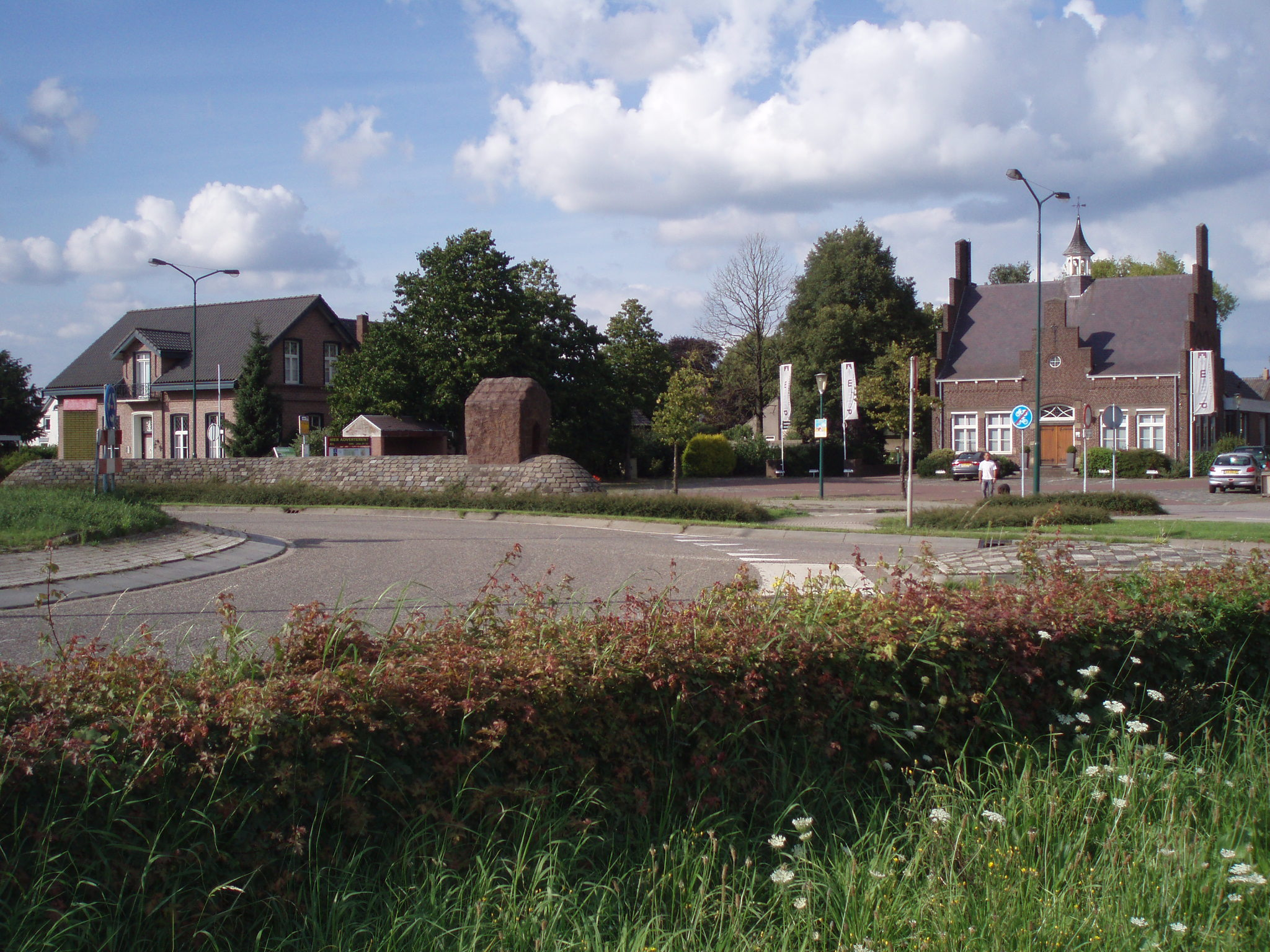
Oeffelts voormalige gemeentehuis en het monument ter herinnering aan de gemeentelijke herindeling

Op 5 januari 1800 werd Oeffelt - tegelijk met andere gebieden in het Brabantse - bij verdrag door Frankrijk verkocht aan de Bataafse Republiek. De betreffende gebieden werden door de Bataafse Republiek bestuurd onder de naam Gecedeerde Landen. Oeffelt werd echter, in tegenstelling tot de andere gebieden die bij dit verdrag werden overgedragen, pas op 29 december 1801 door de Commissaris voor de Gecedeerde Landen in bezit genomen "in naam van het Bataafsche Volk" en maakte sindsdien de facto deel uit van het Bataafs Gemenebest. In 1807 vond op 11 november bij het Verdrag van Fontainebleau de formele overdracht plaats aan het Koninkrijk Holland. Oeffelt werd toen officieel bij het departement Brabant gevoegd. In augustus 1814, na de Franse tijd, nam Pruisen opnieuw bezit van de gemeente.
Het traktaat van Aken (1816) bewerkstelligde dat Oeffelt als laatste gemeente aan de nieuwe provincie Noord-Brabant van het Verenigd Koninkrijk der Nederlanden werd toegevoegd.
In 1830 waren er in Oeffelt een brouwerij en een leerlooierij. Hooilanden langs de Maas en wat verder van de rivier af gelegen weilanden zorgden voor agrarische bedrijvigheid. Op de heide ten westen van het dorp werden schapen gehouden. Hiernaar verwijst de droogscheerdersschaar in het wapen van Oeffelt. Ook werd hakhout geteeld en gewonnen. Het dorp telde destijds 930 inwoners. De Kleppenburg, in verval geraakt, werd uiteindelijk omstreeks 1845 gesloopt.
Op 31 december 1925 brak de dijk van de Maas te Nederasselt. Het water stroomde het Land van Maas en Waal binnen en zette ook een groot deel van het Land van Cuijk blank. ’s Avonds begaf de dijk bij Oeffelt het op twee plaatsen. De eerste dagen van het nieuwe jaar was Oeffelt geheel overstroomd, op honderd meter van de Molenstraat na. Deze watersnoodramp staat bekend als de overstroming van de Maas in 1926. Alle inwoners brengen het er levend vanaf en worden geëvacueerd, samen met de resterende dieren. Ongeveer 500 kippen, 15 varkens, een koe en een schaap kwamen om. De watervloed werd door de toenmalige Commissaris van de Koningin, baron A. van Voorst tot Voorst, aangeduid als 'grimmige waterwolf'.
De Tweede Wereldoorlog ging niet aan Oeffelt voorbij. Op 22 juni 1943 stortte een Lancaster van de Royal Air Force neer in Oeffelt. De zeven bemanningsleden kwamen door ontploffing van het vliegtuig om het leven. Op 17 september 1944 landden Amerikaanse parachutisten in het Land van Cuijk. Aldaar werden de eerste Nederlandse gebieden bevrijd. De Tweede Wereldoorlog was daarmee niet ten einde. Cuijk en omliggende kerkdorpen kwamen onder Duits granaatvuur te liggen, omdat de Duitse troepen Mook wilden terugveroveren om de laatste brug over het Maas-Waalkanaal in handen te krijgen, hetgeen tot evacuatie leidde. Tussen 8 en 10 november 1944 moesten zo'n 12.500 inwoners van de Maasdorpen - van Oeffelt tot Vierlingsbeek - huis en haard verlaten. Aanvankelijk zou dat voor enkele dagen zijn: het werden er minstens drie, tot zes à zeven maanden aan toe.
Een economische activiteit die in het begin van de 20e eeuw begon is de baksteenfabricage. Hiervoor heeft men klei afgegraven, waardoor de plas de Kleine Vilt is ontstaan. Sinds 1913 vindt in Steenfabriek Engels Oeffelt nog steeds de fabricage van bakstenen plaats. Het bedrijf is gespecialiseerd in vormbakstenen, vervaardigd door een strengpers, in stenen voor gevelmetselwerk en voor straatbakstenen in Waalformaat (210×50 mm - ca. 100 st/m²) en in dikformaat (210×70 mm - ca. 72 st/m²) in diverse kleursorteringen: oranje, rood, bruin, antraciet, zwart, geel, en in genuanceerde en gereduceerde varianten.

## Bezienswaardigheden
- De plaats Oeffelt telt 13 inschrijvingen in het rijksmonumentenregister (zie Lijst van rijksmonumenten in Oeffelt
- De San Salvatorkerk, ook Zoete Naam Jezuskerk genaamd, in 1954 ontworpen en gebouwd door Nico van der Laan is in 2007 tot rijksmonument bestempeld. Het is de opvolger van een kerk die in 1853-1854 was gebouwd als eerste kerk die Pierre Cuypers heeft ontworpen. De toren hiervan werd in 1944 door de Duitsers met springladingen opgeblazen. Hetzelfde lot ondergingen de kerktorens van Boxmeer en Beugen, alsook de molens, die eveneens als uitkijktorens waren gebruikt.
- Windkorenmolen De Vooruitgang uit 1913, zwaar beschadigd in 1944, is herbouwd en in 1987 verbouwd. Een tweede molen, die in de onmiddellijke nabijheid hiervan stond, ging in 1944, eveneens door oorlogsgeweld, voorgoed verloren.
- Het Lancastermonument, in het parkje bij molen ‘De Vooruitgang’ aan de Molenstraat. Het is opgericht ter nagedachtenis aan de zeven omgekomen bemanningsleden van de Britse bommenwerper en is op 16 september 2001 onthuld.
- Grauwe Hof, aan Looi 1, een krukboerderij uit omstreeks 1600, gerestaureerd in 2006 en sindsdien zorgboerderij, is het oudste pand van Oeffelt.

## Galerij

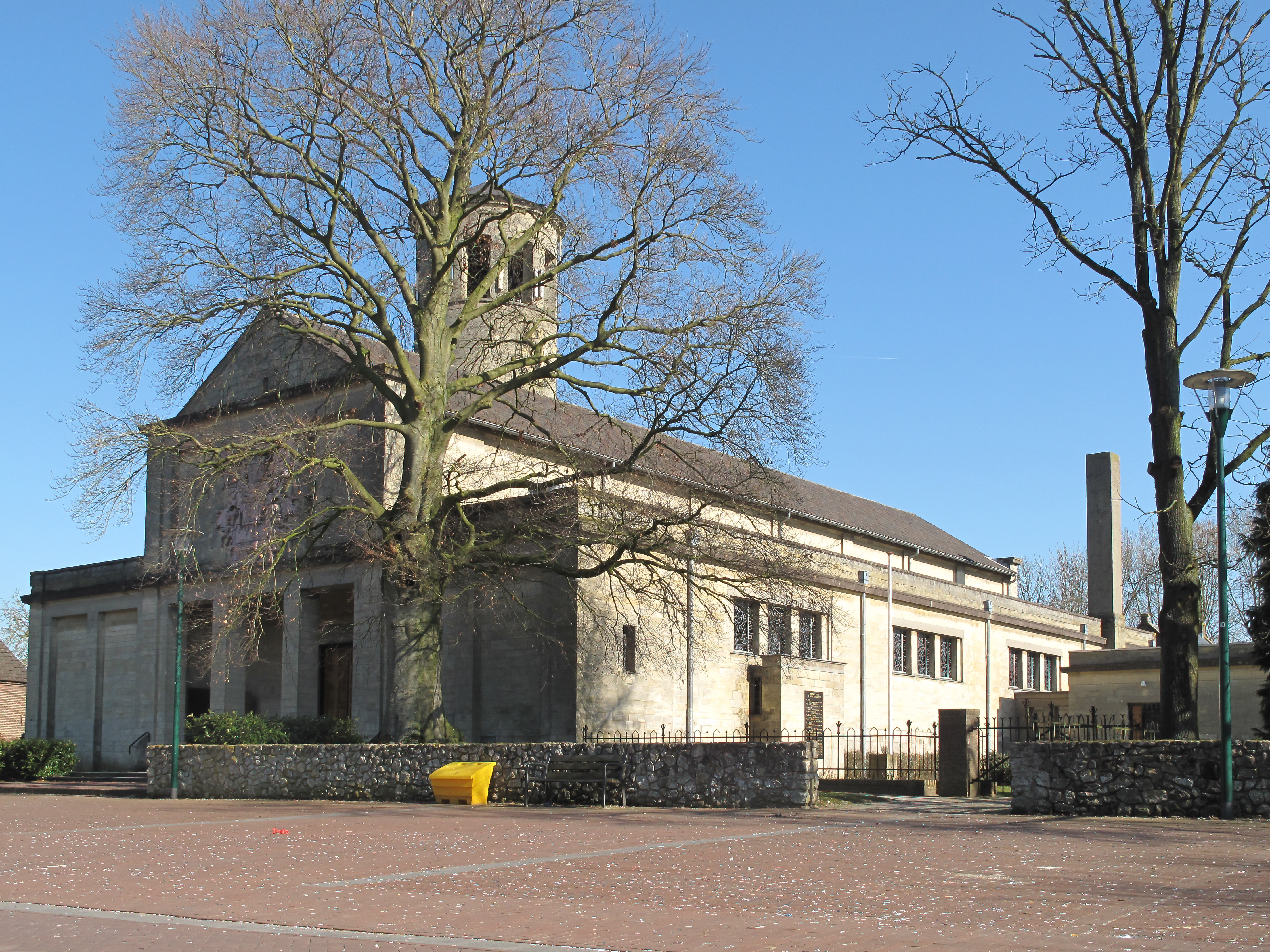
Oeffelt, kerk
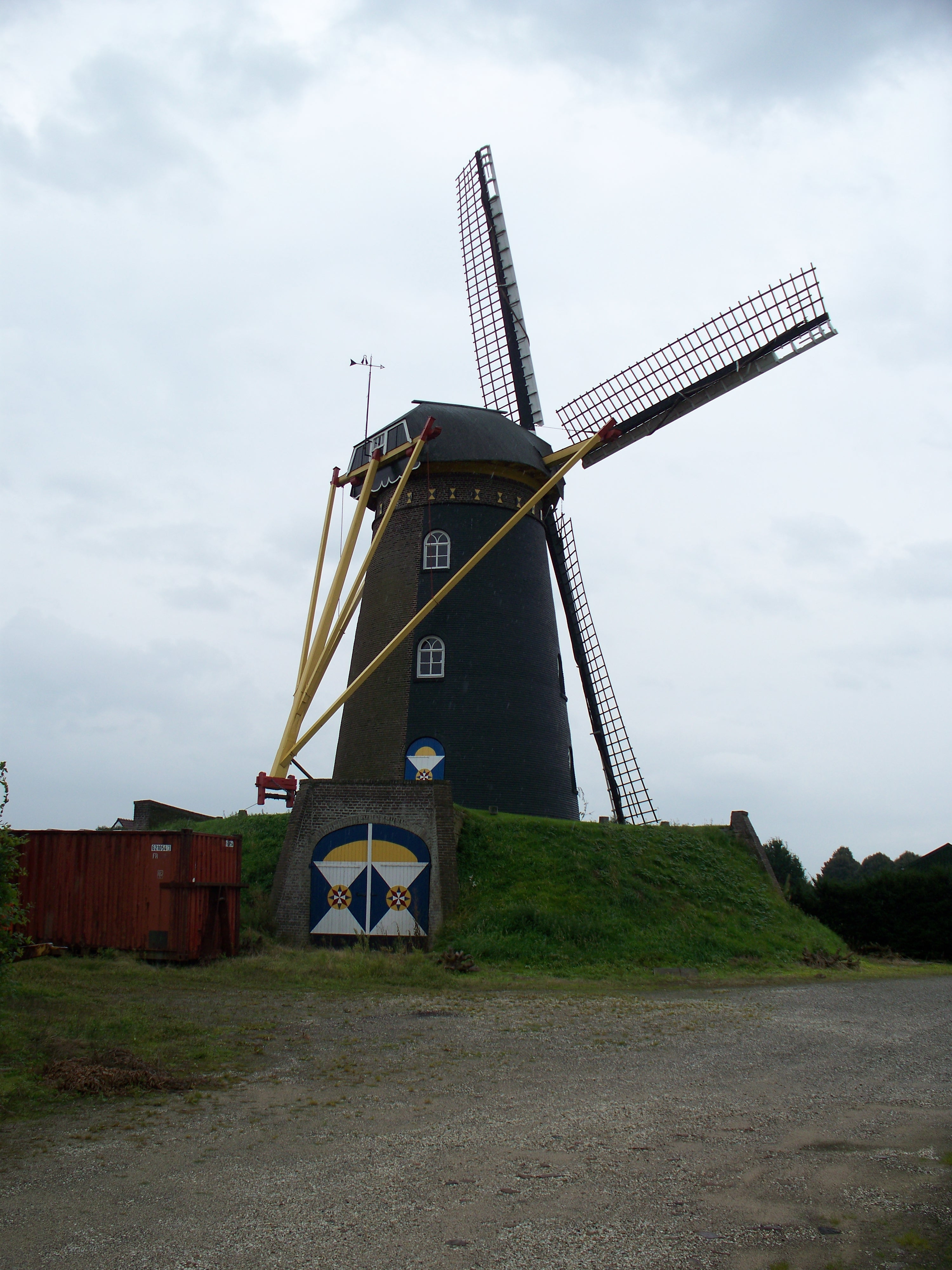
Oeffelt, windkorenmolen De Vooruitgang
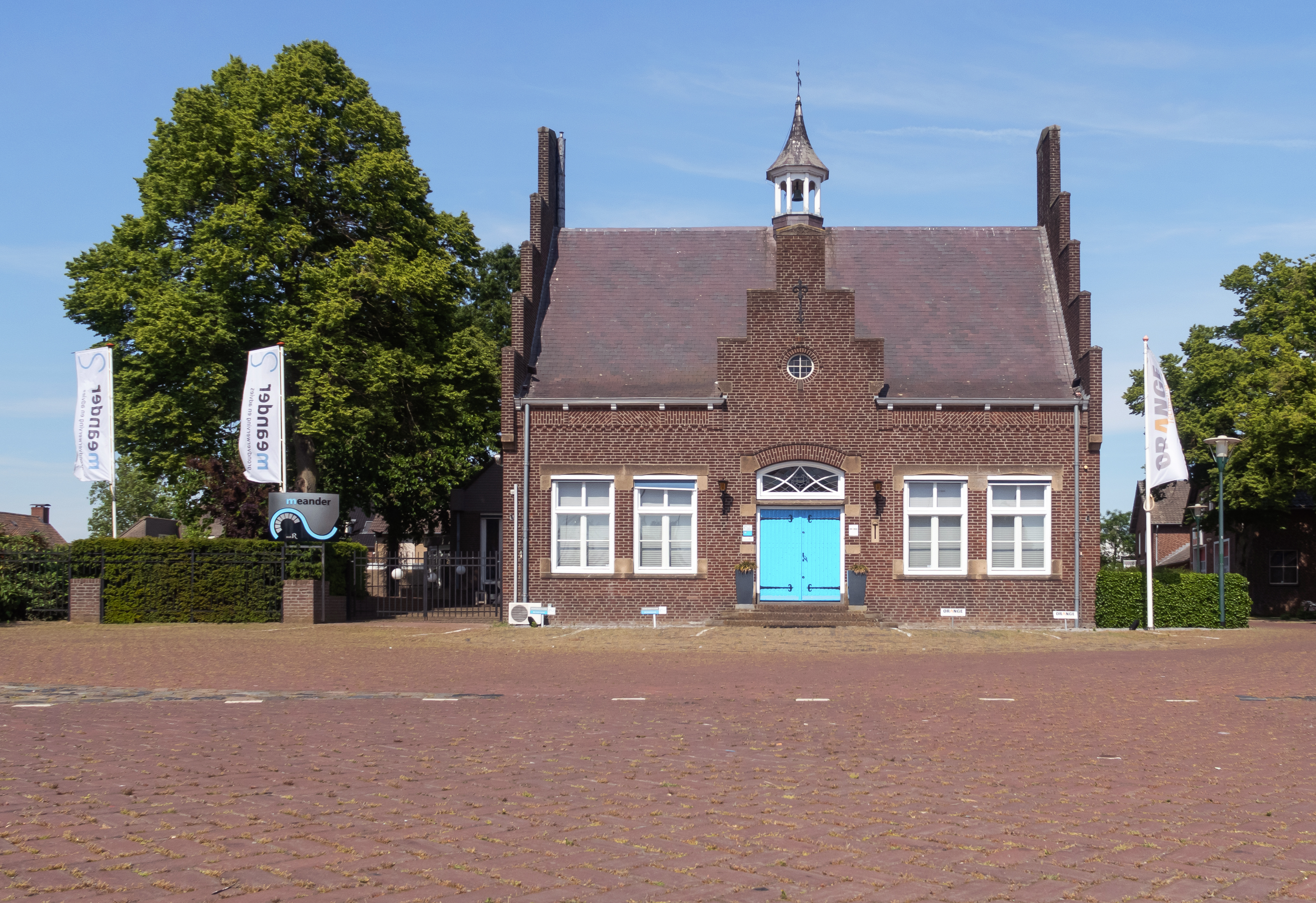
Oeffelt, voormalig gemeentehuis

## Natuur en landschap
De belangrijkste rivier in Oeffelt is de Maas. De Oeffeltse Raam stroomt uit in de Maas. In de uiterwaarden van de Maas ligt het natuurgebied Oeffelter Meent. Verder naar het westen ligt landbouwgebied. Ten zuiden van Oeffelt, op het grondgebied van Beugen, ligt het natuurgebied De Vilt.

## Verkeer en vervoer
Tot 1944 had het dorp een eigen treinstation, gelegen aan het zogeheten Duits Lijntje, de naam van de spoorlijn Boxtel - Wesel.
De veerpont over de Maas naar Gennep werd in 1955 opgeheven, toen de verkeersbrug, de Maasbrug bij Gennep, tot stand kwam. Grand Café Het Veerhuis herinnert hier nog aan. Het originele veerhuis werd in 1944 overigens door oorlogsgeweld verwoest.

## Verenigingen
| Sport  | Faciliteiten     | Vereniging               |
| ------ | ---------------- | ------------------------ |
| Tennis | 4 kunstgrasbanen | Tennisvereniging Oeffelt |

- Badmintonclub Veerkracht (opgericht in 1989)
- Scherpschutterij Wilhelmina
- Tennisvereniging Oeffelt (opgericht in 1978)
- Voetbalvereniging vv De Zwaluw (opgericht in 1918)
- Wandelsportvereniging Un Eindje Um (opgericht in 1963)

## Bekende inwoners
- Johannes Antonius van den Hombergh (1909-1968), eerste huisarts in Oeffelt (aldaar overleden)
- Joannes Gijsen (1932-2013), rooms-katholiek geestelijke (bisschop van Reykjavik en bisschop van Roermond) (in Oeffelt geboren)
- Theo Diepenbrock (1932-2018), zanger (in Oeffelt woonachtig geweest)
- Gerard de Bruijn (1944-2007), journalist (hoofdredacteur van De Nieuwe Linie) en kunstenaar (in Oeffelt geboren en begraven)
- Carel Copier (1952-2024), drummer en liedjesschrijver bij Doe Maar tussen 1978 en 1981. Schrijver en zanger van Te Laat en Nix Voor Jou van het album Skunk (in Oeffelt woonachtig)
- Twan Poels (1963), voormalig professioneel wielrenner (in Oeffelt geboren)
- Geert Mooren (1969), deelnemer seizoen 11 Boer zoekt Vrouw (in Oeffelt woonachtig)
- Tim van Dijk (2002), won een gouden medaille op de Internationale Biologie Olympiade 2019[3] en slaagde voor het vwo met een 9.71 gemiddeld (in Oeffelt woonachtig)

## Nabijgelegen kernen
Beugen, Gennep, Sint Agatha, Haps